# Hostellerie de la Croix d'Or
L'hostellerie de la Croix d'Or est un restaurant situé à Provins au 1 rue des Capucins (ancienne rue de Villers-les-Moynes), et dont les murs et la façade du bâtiment remontent à 1264-1270.  

## Description
La façade fait l’objet d’une inscription au titre des monuments historiques depuis le 17 avril 1931.
La première activité d'aubergiste avérée date de 1575, tenue par un certain Henry Le Hasteux (ou Hasteur), puis reprise par Pacosme Jentel en 1596. Jehan des Rieux reprit boutique en 1622, « offrant sa cuisine, son office, son fournil à pâtisseries et sa cave ».